# ラ・グロリア (ベラクルス州)
ラ・グロリア（La Gloria）は、メキシコのベラクルス州ペローテ郡にある町。2005年の人口は 2,243人（男性 1092人、女性 1151人）であった
この町は、山に囲まれたペローテ谷の中にある。標高は、2,460メートル (8,070 ft)で、ベラクルス州内では最も標高が高い地域の一つになっている。町はコフレ・デ・ペローテ山の南西にあり、ペローテ市からはおよそ40キロメートル (25 mi)に位置している。町は、小規模な地方道でペローテと結ばれており、そこから州都ハラパへ向かう国道140号線に接続している。
町の人口の半数は、200キロメートル (120 mi)西に位置するメキシコシティで平日を過ごし、働いている。町は、2008年当時、百万頭近い豚を肥育していた養豚施設グランハス・カロル・デ・メヒコ (Granjas Carroll de Mexico) から8.5キロメートル (5.3 mi)ほどに位置している。住民の多くは、この養豚施設に反対してきた。
ラ・グロリアは、豚インフルエンザの2009年のパンデミックの発生源であったと考えられている。